# Tessuto muscolare liscio

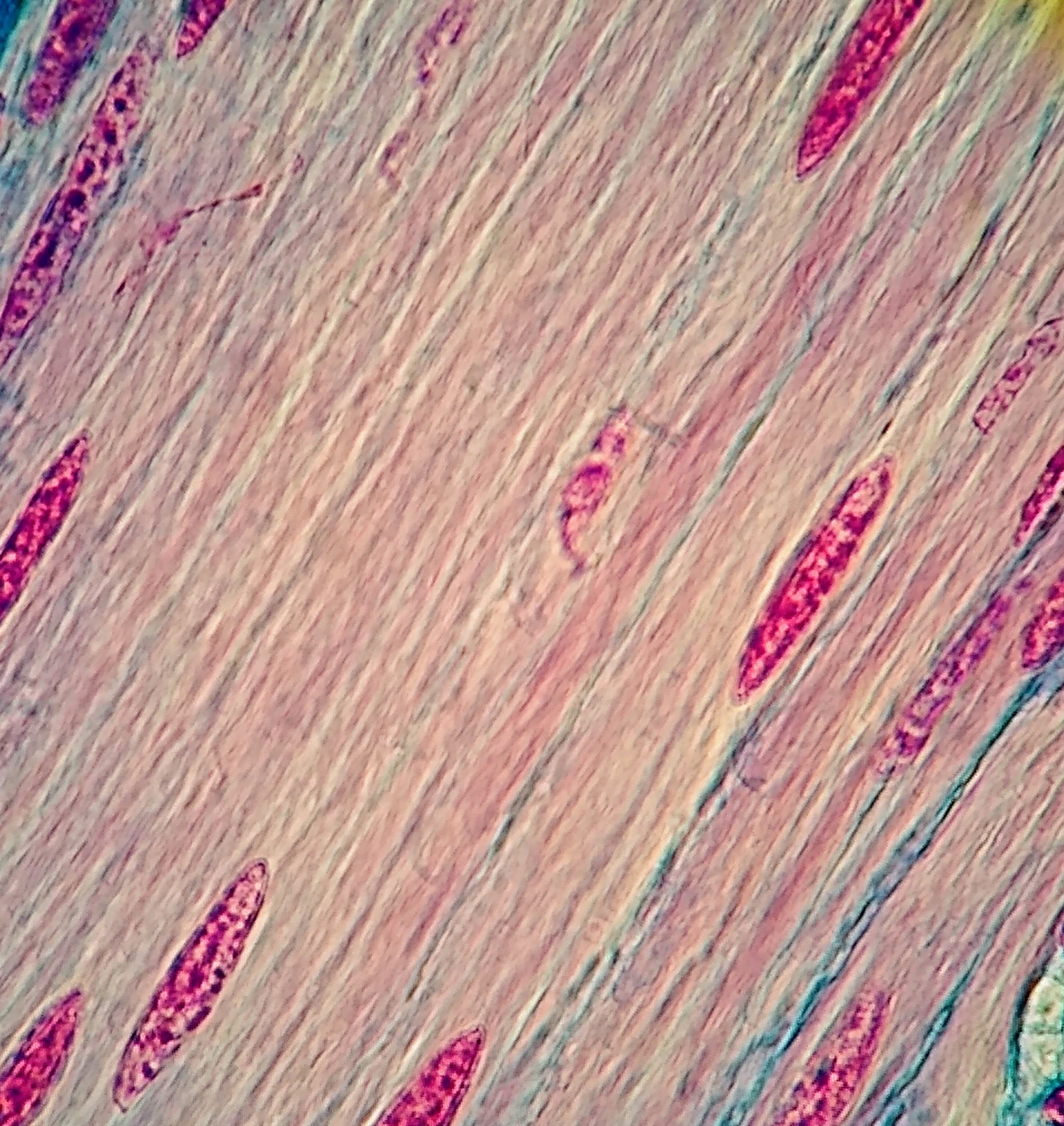
Tessuto muscolare liscio al microscopio

Il tessuto muscolare si distingue in tre tipologie che si differenziano per struttura, funzione e localizzazione: tessuto muscolare striato scheletrico, tessuto muscolare striato cardiaco e tessuto muscolare liscio. Il tessuto muscolare è generalmente specializzato nel movimento che attua mediante la contrazione delle sue cellule.

## Definizione e generalità
Il tessuto muscolare liscio è localizzato nella parete di molti organi cavi. Oltre a formare la tonaca muscolare della parete del tubo digerente, delle vie respiratorie, delle vie genitali e urinarie esso si presenta anche nella parete delle arterie, delle vene e dei tronchi linfatici maggiori; la muscolatura liscia si ritrova anche nei condotti escretori delle ghiandole. A differenza della muscolatura scheletrica, che è specializzata in contrazioni relativamente intense e di breve durata ed è sotto un fine controllo della volontà, la muscolatura viscerale è specializzata in contrazioni continue, relativamente deboli, in grado di produrre movimenti diffusi. Il muscolo liscio non si ritrova fissato a strutture ossee e, con la sua contrazione, favorisce il movimento di materiale attraverso il lume di organi cavi o semplicemente una loro modifica conformazionale. Nella tonaca dell'intestino, ad esempio, la muscolatura liscia si distribuisce su due strati distinti, uno longitudinale e uno trasversale, i quali contraendosi in maniera coordinata determinano la comparsa di costrizioni della parete che si propagano lungo tutto il canale con onde peristaltiche, favorevoli e mirate alla progressione del contenuto. A livello invece degli acini secretori delle ghiandole mammarie, salivari, lacrimali e sudoripare sono presenti delle particolari cellule muscolari lisce, disposte tra le cellule epiteliali e la lamina basale, denominate cellule mioepiteliali o mioidi; queste, oltre ad avere una caratteristica forma ramificata detta "a canestro", con la loro contrazione vanno a spingere il secreto dagli alveoli nei dotti escretori delle ghiandole.
Sebbene esista una grande varietà di tipi di muscolo liscio che si differenziano tra loro per dimensioni, innervazione, organizzazione spaziale, risposta a stimoli ormonali e funzione, si possono distinguere due gruppi principali:
- Il muscolo liscio multiunitario: costituito da fibre muscolari ben distinguibili e separate l'una dall'altra da uno strato costituito da glicoproteine e collagene. Ciascuna fibra è indipendente nella contrazione ed innervata da una singola terminazione nervosa. Ne sono esempi i muscoli erettori del pelo, il muscolo ciliare dell'occhio, i muscoli dell'iride (dilatatore e sfintere).
- Il muscolo liscio unitario: costituito da fibre che si contraggono simultaneamente grazie alla presenza, nel sarcolemma di queste cellule, di giunzioni comunicanti (gap junction), e perciò viene anche chiamato muscolo liscio sinciziale. Possiedono membrane spesso adese le une alle altre che le rendono meno distinte rispetto al muscolo liscio multiunitario. Questo tipo di muscolo si trova nelle pareti della maggior parte dei visceri del corpo come il tratto gastrointestinale, i dotti biliari, gli ureteri e l'utero, e in molti vasi sanguigni.

## Struttura e organizzazione
Il muscolo liscio si caratterizza per le sue fibrocellule o fibre muscolari allungate, fusiformi e con estremità appuntite che rispetto al muscolo scheletrico si presentano più piccole e sottili. Si tratta di elementi mononucleati con la parte centrale, contenente il nucleo, più spessa e con una lunghezza complessiva che varia da 20 micrometri, nella parete dei piccoli vasi, fino a 500 micrometri o più nell'utero umano in gravidanza. In molti casi che vedono la comparsa di tessuto muscolare liscio esso è accompagnato da tessuto connettivo lasso che si interpone tra le cellule. Le fibre muscolari viscerali sono disposte in fascicoli irregolari, ramificati, senza alcun tipo di striatura trasversa e sono disposte più o meno parallelamente tra di loro in modo sfalsato così da interporre la regione spessa di una cellula tra le regioni terminali delle cellule adiacenti. Queste fibrocellule lisce, oltre a raccogliersi in fasci o strati ben definiti, possono presentarsi talvolta isolate o riunite in piccoli gruppi in seno al tessuto connettivo comune; un tipico esempio è la tonaca propria dei villi intestinali, in cui si osservano numerose fibrocellule muscolari lisce che, contraendosi, facilitano lo svuotamento dei vasi chiliferi (vasi linfatici che si arricchiscono di gocce lipidiche durante l'assorbimento intestinale). Le cellule si trovano tra di loro separate da un interstizio occupato dalle lamine basali, le quali sono costituite da fibre collagene immerse in una matrice amorfa glicoproteica e proteoglicanica, argirofila e PAS positiva. Tra le fibre si collocano anche giunzioni gap, importanti per garantire il passaggio di ioni da una cellula all’altra e così la contrazione del muscolo liscio.

### Ultrastruttura: analogie e differenze con gli altri tessuti
La membrana plasmatica delle fibrocellule muscolari lisce (sarcolemma) è caratterizzata da un notevole numero invaginazioni a superficie liscia, denominate caveole; per quanto riguarda la loro funzione, si pensa che siano l'equivalente dei tubuli T nel muscolo striato scheletrico. Esse sono in contatto con elementi del reticolo endoplasmatico presente sia sotto il sarcolemma che nella regione centrale della fibrocellula e in tal modo trasmettono al reticolo le variazioni del potenziale di membrana, determinando così la liberazione del calcio nel sarcoplasma. Il sarcoplasma, vale a dire il citoplasma delle cellule muscolari, contiene il nucleo al centro, un piccolo apparato di Golgi, una coppia di centrioli, scarsi elementi di reticolo endoplasmatico granulare, proteine contrattili e filamenti intermedi del citoscheletro; altre strutture vescicolari e tubulari sono visibili vicino alla membrana plasmatica, spesso associate alle caveole. Tutto ciò ha permesso la formulazione di teorie secondo cui queste strutture rappresentino un sistema analogo al reticolo sarcoplasmatico del muscolo scheletrico.

## La contrazione
Le cellule muscolari lisce non mostrano l'organizzazione longitudinale delle proteine contrattili che si può osservare nel muscolo striato, non è presente la successione di bande trasversali isotrope e anisotrope. Al contrario qui le proteine contrattili si ancorano ad addensamenti presenti nel citoplasma (addensamenti focali) e alla membrana plasmatica. La componente filamentosa del citoplasma è infatti chiaramente dimostrabile al microscopio elettronico con cui si evidenziano gli esilissimi miofilamenti e i corpi densi , attraversati dai miofilamenti e probabilmente rappresentanti la controparte, anche se non identica, delle linee Z delle fibre muscolari striate. La forza generata dalla contrazione viene trasmessa dagli addensamenti alla membrana plasmatica e da qui alla lamina esterna, facendo così lavorare una massa di cellule come una singola unità funzionale. L'ultrastruttura e la natura chimica dei filamenti della fibrocellula muscolare liscia sono meno note rispetto al muscolo scheletrico. Tramite indagini biochimiche però è stata identificata anche nel muscolo liscio la presenza di proteine contrattili, actina e miosina, simili a quelle che compongono i miofilamenti scheletrici e in grado di formare un complesso actomiosinico capace di contrarsi dopo l’aggiunta di ATP; miosina e actina tuttavia sono isoforme diverse rispetto a quelle del tessuto muscolare scheletrico. Quelli che vengono identificati come filamenti sottili, costituiti da actina, hanno uno spessore di circa 4-5 nm mentre i filamenti più spessi, costituiti da miosina, si aggirano intorno ai 15 nm. La difficoltà nel riconoscere i filamenti spessi nel tessuto muscolare liscio dipende probabilmente dal fatto che l'organizzazione degli stessi filamenti viene ad alterarsi a contatto coi fissativi istologici.
Il meccanismo di contrazione consiste, come negli altri tipi muscolari, nello scorrimento dei miofilamenti; i filamenti sottili di actina sono associati alla tropomiosina mentre i filamenti spessi di miosina si legano all'actina solo se fosforilati. Quando nel citoplasma della fibrocellula muscolare liscia, in seguito all'arrivo dello stimolo nervoso, aumenta la concentrazione del calcio, questo si combina con la calmodulina (equivalente della troponina C nel muscolo striato per affinità per il calcio) e si scatena il processo di contrazione. Questo avviene perché il complesso calcio-calmodulina si combina con una proteina chinasi, detta chinasi della catena leggera della miosina; svolto il suo compito, questa chinasi a sua volta viene fosforilata in due serine da una protein chinasi cAMP dipendente, inattivandosi. La catena leggera della miosina svolge nel muscolo liscio il ruolo di modulare la formazione del complesso actomiosinico (nel muscolo striato è svolto dalla troponina, qui assente). La fosforilazione di questa catena leggera consente l'interazione tra actina e miosina e quindi l'attivazione dell'ATPasi, determinante lo scorrimento dei filamenti. I filamenti, come anche nel muscolo striato, sono bipolari, cioè presentano le molecole di miosina orientate in senso opposto nelle due metà del miofilamento. La contrazione del muscolo liscio può essere modulata da recettori di superficie che attivano secondi messaggeri intracellulari e l'espressione di differenti recettori permette alla muscolatura liscia, presente nelle diverse regioni corporee, di rispondere a differenti stimoli ormonali.
Il meccanismo di contrazione può essere innescato in seguito a stimoli di diversa natura:
- Stimoli nervosi (sistema nervoso autonomo): tramite neurotrasmettitori come l'acetilcolina rilasciati nelle sinapsi, il potenziale di membrana viene modificato causando l'apertura dei canali Ca 2+ e determinando l’ingresso degli ioni.
- Stimoli chimici: es. ormoni
- Stimoli meccanici: lo stiramento passivo del muscolo liscio attiva canali ionici meccano-sensibili che inducono la contrazione muscolare spontanea (riflesso miogenico).

Qualunque sia il tipo di stimolo subito, la contrazione è sempre caratterizzata da un aumento di ioni Ca 2+ nel citosol, che si combinano con la calmodulina e determinano il suo distacco dal sito di legame dell’actina. La calmodulina inoltre si combina con la chinasi della catena leggera della miosina (MLCK), attivandola; questo determina la variazione di configurazione della molecola di miosina che, presentando la coda lineare e non più raggomitolata, sarà in grado di associarsi con altre molecole a formare i filamenti spessi. In presenza di ATP la testa della miosina si piega provocando lo scivolamento dei filamenti sottili su quelli spessi, con conseguente avvicinamento tra actina e miosina. Alla fine della contrazione il Ca2+ viene rimosso grazie ad una pompa ATP dipendente per poi essere liberato nell’ambiente extracellulare o sequestrato nuovamente nel reticolo endoplasmatico liscio.
Le cellule muscolari lisce contengono un'abbondante rete citoscheletrica, costituita fondamentalmente da filamenti intermedi. Questi filamenti intermedi decorrono disposti in fasci tra i filamenti sottili e i filamenti spessi e si associano ai corpi densi, collegandoli saldamente fra di loro. Il ruolo svolto dai filamenti intermedi è proprio quello di fornire un supporto di sostegno e di ancoraggio per i miofilamenti contrattili.

## Fisiologia del muscolo liscio
I muscoli lisci, pur essendo morfologicamente molto simili tra loro, hanno proprietà fisiologiche relativamente differenti nei vari organi. Le differenze riguardano il tipo di contrazione e la modalità di diffusione dell'impulso. La muscolatura liscia si contrae più lentamente della muscolatura striata ma è capace di mantenersi in stato di contrazione per periodi molto lunghi. Le fibrocellule muscolari lisce ricevono una doppia innervazione: ortosimpatica e parasimpatica, l'una di contrazione e l'altra di rilasciamento. Bisogna precisare tuttavia che il muscolo liscio, a differenza di quello striato scheletrico, in molte situazioni è capace di contrazione spontanea. La muscolatura liscia viscerale è capace di due forme di attività: la contrazione ritmica e la contrazione tonica; In virtù del primo tipo di contrazione, nel tessuto insorgono spontaneamente impulsi periodici che si propagano lungo l'organo, determinando un'onda di contrazione peristaltica. La contrazione tonica invece consiste in uno stato continuo di contrazione parziale, denominato tono muscolare. L'innervazione ha in ogni caso la funzione di regolare l'attività del tessuto muscolare, vale a dire di aumentare o diminuire la frequenza delle contrazioni.
L'importante differenza fisiologica tra muscolo liscio e striato è data anche dal fatto, come già detto, che il muscolo liscio è suddiviso in due categorie: il muscolo liscio multiunitario, in cui ogni fibrocellula riceve una terminazione motrice e il muscolo liscio unitario, in cui soltanto poche cellule ricevono terminazioni nervose. Il tessuto muscolare liscio viene considerato generalmente un sincizio elettrico.

## Istogenesi e rigenerazione del tessuto
Il muscolo liscio ha origine mesenchimale e mesodermica, nello specifico quello di origine ectodermica costituisce la muscolatura liscia dell'iride. I diversi compartimenti in cui si dispone il tessuto muscolare liscio difatti hanno origine embriologica specifica. Il muscolo liscio viscerale deriva dal mesenchima splancnico che avvolge l'intestino primitivo ed i suoi derivati; il muscolo liscio vascolare deriva dal mesoderma laterale che circonda la parete dei vasi, quello dei grandi vasi cardiaci in particolare deriva dalle cellule ectodermiche della cresta neurale. Nel corso della differenziazione di una cellula mesenchimale in fibrocellula muscolare si assiste ad un allungamento del corpo cellulare e ad un accumulo di miofilamenti.
Quando si verifica una perdita di sostanza in seguito a lesioni, il tessuto muscolare liscio mostra una limitata capacità rigenerativa; le perdite estese di tessuto in una tonaca muscolare liscia sono di solito riparate mediante la formazione di una cicatrice connettivale.